# Língua de sinais egípcia
A língua de sinais egípcia ou língua gestual egípcia é a língua de sinais (pt: língua gestual) usada pela comunidade surda no Egito.